# Octomeria pusilla
Octomeria pusilla är en orkidéart som beskrevs av John Lindley. Octomeria pusilla ingår i släktet Octomeria och familjen orkidéer. Inga underarter finns listade i Catalogue of Life.